# جو دوک-جون
جو دوک-جون (انگلیسی: Jo Deuk-jun؛ ۱۹۱۵ – ۱۹۵۸) بازیکن بسکتبال اهل کره جنوبی بود. وی در بازی‌های المپیک تابستانی ۱۹۴۸ شرکت کرده‌است.